# Дијалектички материјализам
Дијалектички материјализам је филозофија науке и природе, великим делом развијена у делу Карла Маркса и Фридриха Енгелса. Упркос номиналном материјализму, уместо покушаја да се свет објасни у терминима основне супстанције заједничке различитим стварима, дијалектички материјализам покушава да објасни природу и понашање ствари у складу са начином на који су оне организоване и како се развијају; филозоф отуда заузима историјски приступ проучавању ствари или материје. Материја је једноставно апстрактни појам који обухвата разноврсне облике постојања која постоје објективно, независно од нас.
Главни правац дијалектичког материјализма лежи у концепту еволуције природног света и појави нових квалитета бића у оквиру нових фаза еволуције. Као што З. А. Џордан примећује, „Енгелс се стално служио метафизичким увидом, да виши нивои постојања произлазе из нижих и имају своје корене у нижим облицима постојања, да виши ниво представља нови поредак са својим неуништивим законима и да је овај процес еволуциони напредак, регулисан законима развоја који одражавају основне карактеристике „материје у покрету као целине“. Људска друштва треба да се схвате као компоненте хијерархије система који процесуирају енергију и развијају се у складу са законима природе.
Совјетска филозофска енциклопедија из 1960. говори о еволуцији комплексности у природи на следећи начин:. „Овај читав низ облика (механички, физички, хемијски, биолошки и социјални) је дистрибуиран према сложености од нижег до вишег. Ова серијација изражава њихову међусобну везу у погледу структуре и у домену историје. Општи закони кретања материје у оквиру нижих облика, задржавају своју ваљаност и за све више облике, али су подложни вишим законима и немају истакнуту улогу. Они мењају своје активност због промењених околности. Закони могу бити општи или специфични, у зависности од њиховог опсега применљивости“. Сваки ниво материје постоји као тип организације, у којој су елементи који чине целину, или систем, обележени одређеним типом интерконекције.

## Појам
Термин дијалектички материјализам је сковао у 1887, Jозеф Дицген, социјалиста који се дописивао са Карл Марксом за време и после неуспеле немачке револуције 1848. Као филозоф, Дицген је изградио теорију дијалектичког материјализма независно од Маркса и Енгелса Успутно спомињање појма се такође може наћи у биографији Фридриха Енгелса аутора Карла Кауцког, написаној исте године. Маркс је говорио о „материјалистичком схватању историје“, касније означеном као „историјском материјализму“ од стране Енгелса. Енгелс је даље изложио концепт „материјалистичке дијалектике“ – а не „дијалектичког материјализма“ — у његовом делу дијалектика природе из 1883. Георгиј Плеханов, отац руског марксизма, тек касније је увео термин дијалектички материјализам у оквире марксистичке литературе Јосиф Стаљин даље разрадио и дефинисано дијалектички и историјски материјализам као поглед на свет из перспективе марксизма-лењинизма и као метод за проучавање друштва и његове историје.
Тачан термин није био коришћен од стране Маркса ни у једном од његових радова, а контроверзе постоје у погледу односа између дијалектике, онтологије и природе. Џозеф Нидам, утицајни историчар науке који је био присталица дијалектичког материјализма, сугерисао је да би прикладнији термин могао бити „дијалектички органицизам“

## Историјска позадина материјализма
Дијалектички материјализам аспект је ширег предмета материјализма. Марксова докторска теза бавила се Епикуровим и Демокритовим атомизмом, који се сматра темељом материјалистичке филозофије.
Материјализам утврђује примат материјалног света: укратко, материја претходи мисли. Материјализам је реалистична филозофија науке, који сматра да је свет материјалан, да се сви феномени у свемиру састоје од „материје у покрету“, у чему су све ствари међусобно зависне и повезане и развијају се у складу са природним законима, да свет постоји изван нас и независно од наше перцепције, та мисао одраз је материјалног света у мозгу, и у принципу стваран свет је доступан људској спознаји.
Маркс је представио своју материјалистичку филозофију као алтернативу Хегеловом идеализму. Међутим, Маркс је такође критиковао класични материјализам као други облик идеалистичке филозофије – која је идеалистична због трансисторијског разумевања материјалних контекста. Према познатим тезама о Фојербаху (1845), филозофија је морала да заустави „тумачења“ света на темељу бескрајних метафизичких расправа, како би почела да „мења“ свет, на начин на који је то урађено од стране растућих и развијајућих радничких покрета, запажених од стране Енгелса у Енглеској (чартизам) и Маркса у Француској и Немачкој. Марксистички материјалисти показали су тенденцију ка додељивању примата класној борби. Крајњи смисао Марксове материјалистичке филозофије је да филозофија мора сама да заузме став у оквиру класне борбе на основу објективне анализе физичких и друштвених односа. У супротном, она ће бити сведена на спиритуалистички идеализам, као што је случај са филозофијом Канта или Хегела.

## Марксова дијалектика
Концепт дијалектичког материјализма произлази из изјаве Маркса у предговору његовог најзначајнијег дела "Капитал". Ту Маркс каже да намерава да користи хегелијанске дијалектику али у прерађеном облику. Он брани Хегела против оних који су га видели као „мртво псето“ и онда каже: „Ја сам отворено и јавно признавао себе као ученика тог моћног мислиоца." Маркс признаје Хегелу да је „био први који је представио начин на који функционише дијалектика на свеобухватан и савестан начин ". Међутим потом критикује Хегела за окретање дијалектике наопако: „.. Са њим (дијалектика) стоји на глави. Неопходно је поново је окренути је на праву страну, уколико се жели открити рационално језгро унутар мистичне шкољке“. Марксова критика Хегела истиче да је Хегелова дијалектика скренула са пута бавећи се идејама, људским умом. Хегелова дијалектика, Маркс наводи, непримерено се бави „процесима људског мозга“, она се фокусира на идеје. Хегелова мисао се, у ствари, понекад назива „дијалектички идеализам“, варљивим термином који би био више дескриптиван уколико би био промењен у „дијалектички идеизам“ (написано без л). Маркс је веровао да дијалектика не би требало да се бави менталним светом идеја већ „материјалним светом“, светом производње и других економских активности.
За Маркса, људска историја се не може уклопити у било које a priori шеме. Он изричито одбацује идеју Хегелових следбеника према којима се историја може разумети као „метафизички субјект чији су носиоци прави људски појединци“. Тумачити историју као да су претходне друштвене формације некако саме тежиле садашњем стању ствари, значи „погрешно разумети историјски покрет путем којег сукцесивне генерације трансформишу резултате наслеђене од генерација које су им претходиле.
Марксово одбацивање ове врсте телеологије био је један од разлога за његов ентузијастички (мада не у потпуности некритички) пријем Дарвинове теорије природне селекције..
За Маркса, дијалектика није формула за генерисање унапред одређених резултата, али је метод за емпиријска истраживања друштвених процеса у погледу међусобних односа, развоја и трансформације. У уводу за „Пингвин“ издање Марксовог Капитала, Ернест Мендел пише, „Када се дијалектички метод примењује на проучавање економских проблема, економски феномени не посматрају се одвојено једни од других, као парчићи, већ у својој унутрашњој међуповезаности као интегрисани тоталитет, структуриран око, и од стране основног доминантног начина производње“.
Марксови списи се готово искључиво баве разумевањем људске историје у оквирима системских процеса, заснованих на бази начина производње (Уопштено говорећи, начинима на који друштва организују и ангажују своје технолошке моћи у интеракцији са својим материјалним окружењем). Ово се зове историјски материјализам. Уже говорећи, у оквиру ове опште теорије историје, већина Марксовог писања је посвећена анализи специфичне структуре и развоја капиталистичке привреде.
Са своје стране, Енгелс примењује „дијалектички“ приступ у проучавању природног света генерално, тврдећи да савремена наука све више препознаје неопходност посматрања природних процеса у погледу њихове међусобне повезаности, развоја и трансформације. Неки научници сумњали су да је Енгелсова „Дијалектика природе“ легитиман наставак Марксовог приступа друштвеним процесима. Други аутори су пак тврдили да упркос инсистирању Маркса на чињеници да су људи природна бића која се налазе у еволуирајућем, међусобном односу са остатком природе, Маркс у властитим списима није поклонио адекватну пажњу начинима на које је људска агенција ограничена природним факторима попут биологије, географије, екологије и сл
Вит тврди да се Марксов дијалектички материјализам односи на веома мали сегмент његове мисли, наиме, на његов опис људске историје. Бобер (1927) и Вит (2012) описују Марксову основну дијалектику (једну од неколико) као историјски напредак од примитивног комунизма кроз три фазе „поробљавања“ (ропство, феудализам, и капитализам) до коначног комунизма - одвајање од и враћање у комунизам. Филозоф-теолог Пол Тилик идентификује ову тему сепарације-и-повратка као основну карактеристику Хегелове дијалектике: „Очито — што је и била Хегелова намера — његова дијалектика, религијски симбол отуђености [одвајања] и помирења [повратка] је концептуализована и сведена на емпиријске описе“ Маркс копира хегелијански формат (али не и супстанцу) у приложеној историјској дијалектици (и у неколико других): 
1. Теза: комунално власништво + сиромаштво (примитивни комунизам, или „Генс“)
2. Антитеза: приватно власништво + богатство (ропство, феудализам, капитализам и)
3. Синтеза: комунално власништво + богатство (коначни комунизам, који лежи у будућности)

Према Виту, оваква дијалектика садржи две истакнуте особине Хегелове дијалектике. Прво, она користи формат два концепта-по-фази у којој синтеза позајмљује један концепт из тезе и један из антитезе. Друго, она отелотворује и концепт одвајања-и-повратка који је идентификовао Тилик.

## Енгелсови закони дијалектике
Енгелс је постулирао три закона дијалектике из његовог читања Хегелове „Науке логике“ Енгелс је разјаснио ове законе у свом раду „Дијалектика природе": 
1. Закон јединства и сукоба супротности
2. Закон трансформисања квантитативних промена у квалитативне
3. Закон негације негације

Први закон су подједнако и Хегел а касније и Лењин видели као централну карактеристику у дијалектичком схватању ствари   а потиче од древног Јонског филозофа Хераклита. 
Други закон је Хегел преузео од Аристотела, и он се изједначава са оним што научници називају фазним прелазима. Може се пратити до древних Јонских филозофа, од којих Аристотел, Хегел, и Енгелс наслеђују концепт. За све ове ауторе, једна од главних илустрација је фазна транзиција воде. Постојали су и напори да се овакав механизам примени и у проучавању социјалних феномена- нпр, како повећавање броја становника (квантитативна промена) доводи до промена у друштвеној структури (квалитативна промена). Закон прелаза квантитативних промена у квалитативне промене може се такође применити и на процес друштвене промене и класног сукоба.
Трећи закон, „негација негације“, потиче од Хегела. Али то није заиста закон. „Негација негације“ је једноставно синоним за „синтезу“. који је Хегел сковао како би избегао говорити: „синтеза“, те да би на тај начин прикрио своју дијалектику. Сва три дијалектичка филозофа-Хегел, Марк, и Тилик-користе овај израз. Антитеза је прва негација: она негира тезу. Синтеза негира прву негацију, па је „негација негације."
Иако је Хегел је сковао термин „негацију негације“, она је стекла славу преко Маркса који га је употребљавао у „Капиталу“. Ту је Маркс написао следеће... „[Посмртно] звоно капиталистичког приватног власништва се огласило. Експропријатори (капиталисти) су експропријатисани. Капиталистички начин присвајања, резултат капиталистичког начина производње, производи капиталистички приватну имовину. Ово је прва негација [антитеза] индивидуалне приватне својине. [„Први негација“, или антитеза, негира тезу, која у овом случају феудализам, економски систем који претходи капитализму.] ... Али капиталистичка производња рађа, неумољивошћу природног закона, сопствену негацију. Она [финални комунизам, синтеза] је негација [прве] негације“.

## Лењинови доприноси
Након читања Хегелове „Науке логике“ 1914, Лењин је начинио неколико кратких напомена којима је оцртао три „елемената“ логике : 
1. Одређивање концепта на бази њега самог [сама ствар се мора посматрати у контексту својих односа и развоја];
2. Контрадикторна природа саме ствари јесу контрадикторне снаге и тенденције у оквиру сваког феномена;
3. Унија анализе и синтезе.

„То су евидентно све елементи дијалектике“ Лењин, Резиме дијалектике.
Лењин развија ове концепте у даљим белешкама, и чине се да тврди да „транзиција квантитета у квалитет и обрнуто“ јесте пример јединства и опозиције супротности, условно изражен као „не само јединство супротности, већ као транзиција сваког квалитета, функције, особине, имовине у сваки други [у своју супротност]“.
Такође, у свом есеју „по питању дијалектике“, Лењин је изјавио је да је „развој“ борба „супротности“. Он је навео да је „јединство (случајност, идентитет, једнака акција) супротности условна, привремена, пролазна, релативна фаза. Борба међусобно искључивих супротности је апсолутна, као што су и развој и кретање апсолутни“.
У „Материјализму и емпирокритицизму“ (1908), Лењин је објаснио дијалектички материјализам као три осе: 
1. Материјалистичка инверзија Хегелове дијалектике,
2. Историчност етичких принципа класне борбе, и
3. Конвергенција „закона еволуције“ у физици (Хелмхолц), биологији (Дарвин), а у политичкој економији (Маркс).

Дакле, Лењин је филозофски позициониран између историцистичког марксизма (Лабриола) и детерминистичког марксизма-политичког положаја блиског „социјалном дарвинизму“ (Кауцки). Штавише, открића каснијег датума у физици (икс-зраци, електрони), зачетак квантне механике, филозофски оспорава досадашње концепције материје и материјализма, тако да се чинило да Материја полако ишчезава. Лењин се наравно са таквим погледима није сложио:
„Материја нестаје - значи да границе до којих смо до сада познавали материју нестају, и да наше знање продире дубље; својства материје која су се некада чинила апсолутнима, непроменљивима и примарнима сада нестају; сада се открива да су релативна и карактеристична само за одређена стања материје. Јединствено „својство“ материје, уз чије препознавање је филозофски материјализам везан, јесте њена особина да постоји у објективној реалности, дакле егзистира ван нашег ума“.
Лењин је развијао рад Фридриха Енгелса, који је рекао да „са сваким епохалним открићем, чак и у сфери природних наука, материјализам мора да промени своју форму“. Један од Лењинових изазова био је дистанцирање материјализма, као одрживог филозофског становишта, од „вулгарног материјализма“ израженог у изјави „мозак лучи мисао на исти начин као што и јетра лучи жуч“ (приписује се лекару из 18. века Пјер Жан Жорж Кабанису, 1757-1808); затим од „метафизичког материјализма“ ( материја је састављена од непроменљивих честица); и 19. вековног „механичког материјализма“ (материја се попут насумичних молекула налази у стању интеракције вођеном законима механике). Филозофско решење које је Лењин (и Енгелс) предложио је „дијалектички материјализам“, при чему се материја дефинише као „објективна реалност“, што је теоретски у складу са (новим) помацима до којих је дошло у науци.

## Лукачеве допуне
Ђерђ Лукач, министар културе у кратком периоду владавине Кунове владе Мађарске Совјетске Републике (1919), објавио је „Историја и класна свест“ (1923), која дефинише дијалектички материјализам као знања о друштву у целини, знање које су, сама по себи, класна свест пролетаријата.
Прво поглавље „Шта је ортодоксни марксизам?“, дефинише ортодоксију као верност и оданост „марксистичкој методи“, а не верности „догми“:
„Ортодоксни марксизам, дакле, не подразумева некритичко прихватање резултата Марксових истрага. То није „веровање“ овој или оној тези, нити егзегеза „свете“ књиге. Напротив, ортодоксија се односи искључиво на метод. То је научно уверење да је дијалектички материјализам пут ка истини и да се његове методе могу, проширити и продубити само на линији постављеној од стране његових оснивача“. 
Лукачева филозофска критика марксистичког ревизионизма предлаже интелектуални повратак марксистичкој методи. Као и Луј Алтисер, који је касније дефинисао марксизам и психоанализу као „конфликтне науке“; сматрао је да су политичке фракције и ревизионизми својствени марксистичкој теорији и политичкој пракси, јер је дијалектички материјализам филозофски производ класне борбе:
„Из тог разлога, задатак ортодоксног марксизма, његова победа над ревизионизмом и утопизмом никада не може значити пораз, једном за свагда, свих лажних тенденција. То је непрекидна борба против подмуклих утицаја буржоаске идеологије на мисао пролетаријата. Марксистичка ортодоксија није чувар традиције, то је вечно будан пророк који проглашава однос између задатака непосредне садашњости и тоталитета историјског процеса“.
Штавише, „премиса дијалектичког материјализма је, подсећамо: ‘Није људска свест оно што утврђује њихово постојање, већ напротив, њихова социјална егзистенција одређује њихову свест’. ... Тек када је језгро постојања откривено као друштвени процес егзистенција се може видети као производ, мада несвесни производ, људске активности“.
Филозофски је усклађен са Марксовом критиком индивидуалистичке, буржоаске филозофије субјекта, која је заснована на добровољном и свесном субјекту. Против поменуте идеологије стоји примат друштвених односа. Постојање - и на тај начин свет - је производ људске делатности, али то може да се види само прихватањем примата друштвених процеса у обликовању индивидуалних свести. Овај тип свести је ефекат идеолошке мистификације.
Ипак, на 5. конгресу Комунистичке интернационале (јули 1924), Григориј Зиновјев формално је осудио Г. Лукача за иноверну дефиницију ортодоксног марксизма јер искључиво произилази из верности „марксистичкој методи“, а не и догмама комунистичке партије.

## Дијалектички материјализам као хеуристика у биологији и другим наукама
Знаменити историчар науке Лорен Грејем је пружио детаљни увид у значај улоге коју је дијалектички материјализам имао у Совјетском Савезу, у разноликим дисциплинама попут биологије, психологије, хемије, кибернетике, квантне механике и космологије. Он је закључио да је, упркос Лисенковом периоду у генетици и ограничењу слободног истраживања наметнутом од стране политичке власти, дијалектички материјализам имао позитиван утицај на рад многих совјетских научника.
Неки еволуциони биолози, као што су Ричард Левонтин и покојни С. Џ. Гулд, покушали су да употребе дијалектички материјализам у свом приступу. За њих дијалектика игра хеуристичку улогу у њиховом раду. Из Левонтинове перспективе, ми смо добили ову идеју:
„Дијалектички материјализам није, и никада није био, програмски метод за решавање одређених физичких проблема. Уместо тога, дијалектичка анализа даје преглед и скуп знакова упозорења против одређених облика догматизма и ограничења мисли. Говори нам , „Запамтите да историја може оставити важан траг. Запамтите да су постојање и постајање два дуална аспекта природе. Запамтите да се услови мењају и да услови неопходни за покретање неког процеса могу бити уништени од стране самог процеса. Не заборавите да обратите пажњу на реалне објекте у времену и простору, а не да их изгубите у потпуно идеализованим апстракција. Запамтите да се квалитативни ефекти контекста и интеракције могу изгубити када су феномени изоловани“. И изнад свега, „Не заборавите да су сва остала упозорења само подсетници и знаци упозорења чија примена је могућа у различитим околностима стварног света“
Стивен Џеј Гулд дели сличне погледе у вези са хеуристичком улогом дијалектичког материјализма. Он је написао „Западни научници би требало озбиљније да узму у обзир дијалектичко мишљење, а не да га одбацују само зато што су неки народи другог света изградили његову картонску верзију као своју званичну политичку доктрину“.
Поред тога, када се представи као смерница за филозофију промене, а не као догматско тумачење истине, три класична закона дијалектике оличавају холистичку перспективу, путем које се промена види као интеракција између компоненти целине система, а саме компоненте не као априори ентитети, већ истовремено и као производи и инпути система. Дакле, закон о „прожимајућим супротностима“ означава нераскидиву међузависност компоненти: „трансформација квантитета у квалитет“ подржава систематски поглед на промене који преводи инкременталне инпуте у промене стања, а „негација негације“ описује правац историје јер се сложени системи не могу тачно вратити на претходне стања.
Ова хеуристика је такође примењена и у теорији испрекиданог еквилибријума коју су предложили Најлс Елдреџ и Гулд. Они бележе „Историја се, као што је Хегел тврдио, помера навише у спирали негација," а „испрекидан еквилибријум је модел за дисконтинуиран темпо промена у процесу специјације и распоређивању врста у геолошком времену“. Они су приметили да „закон о трансформацији квантитета у квалитет“, „подразумева да нови квалитет настаје у у скоковима, јер спора акумулација квантитативних промена дуготрајно наилази на отпор стабилног система, те у одређеном моменту нагло долази до преласка из једног стања у друго, „феномен који је описан у неким дисциплинама као промена парадигме“.
Левонтин, Гулд и Елдреџ су тако више заинтересовани за дијалектички материјализам као хеуристику, него као догматски облик „истине“ или изјаве политичких режима.